# محمد بك ميخائيل أوغلي
محمد بك ميخائيل أوغلي هو سياسي عثماني شغل منصب والي في الدولة العثمانية.

## مناصبه
تولى المناصب التالية:
- والي الروملي